# Princeton (Minnesota)
Princeton – miasto w Stanach Zjednoczonych, w stanie Minnesota, w hrabstwie Mille Lacs.